# Agniohammus olivaceus
Agniohammus olivaceus är en skalbaggsart som beskrevs av Stefan von Breuning 1936. Agniohammus olivaceus ingår i släktet Agniohammus och familjen långhorningar. Inga underarter finns listade i Catalogue of Life.